# Łagwy
Łagwy – wieś w Polsce położona w województwie wielkopolskim, w powiecie nowotomyskim, w gminie Opalenica. Na zachód od wsi przepływa Mogilnica, a na wschód Mogilnica Wschodnia.

## Historia
Miejscowość pierwotnie była związana z Wielkopolską. Istnieje co najmniej od drugiej połowy XIV wieku i ma średniowieczną metrykę. Pierwszy zachowany zapis pochodzi z łacińskiego dokumentu z 1393 gdzie odnotowano ją jako "Lagwi”, 1398 „Sucholagwi”, 1404 „Suche Lagwi”, 1472 „Langwy”, 1508, 1509, 1510 „Lagrvy".
Początkowo wieś była własnością szlachecką należącą do wielkopolskiej szlachty z rodu Suczków, a później także Ostrorogów herbu Nałęcz, Suchorzewskich, Magnuszewskich, Wojnowskich, Niegolewskich. W 1413 miejscowość leżała w powiecie kościańskim województwa poznańskiego w Koronie Królestwa Polskiego. W 1423, według zachowanej kopii z lat 1488-1492, wieś należała do parafii Buk.
Pierwsze zachowane informacje o miejscowości pochodzą z zapisów sądowych. Pierwszy z 1393 kiedy Krystyna żona Tomasza Suczki wykazała przy pomocy dokumentów uprawnienia do swojego wiana, które miała zapisane na Łagwach i Wojnowicach, a sąd zachował jej prawa do tych majątków. Kolejny zapis z 1398 odnotował Tomisława z Łagwy, który toczył proces z Budziwojem z Chaław twierdzącym przed sądem, że „ani go nie gonił, ani też nie znieważył go słownie”. W 1404 wspomniano domniemanego teścia wojewody poznańskiego Sędziwoja Ostroroga herbu Nałęcz, Josta Suczkę z Łagwy, który toczył spór sądowy z Łękomirem Niegolewskim.
W latach 1413-1426 Sędziwój z Ostroroga otrzymał za zgodą biskupa i kapituły katedry poznańskiej od archidiakona pszczyńskiego Wytomyśl. Sędziwój zobowiązał się zapłacić archidiakonom pszczyńskim 4 grzywien szer. groszy praskich przez swojego sołtysa ze wsi Łagwy, a gdyby ta wieś wyludniła się i nie starczało czynszów na tę sumę, to powinna być ona dopełniona z innych pożytków stamtąd, tj. z jezior, ról, łąk, folwarku oraz z wyrębu drewna. W 1423, według zachowanej kopii z lat 1488-1492 do uposażenia archidiakonatu pszczyńskiego należały 4 grzywny szer. groszy czynszu rocznego ze wsi Łagwy.
W 1446 bracia chorąży kaliski Mikołaj z Pleszewa, Jan Suchorzewski oraz Marcin Magnuszewski sprzedali Sędziwojowi dziedzicowi w Grodzisku Wielkopolskim za 850 grzywien półgroszy prawo bliższości do niezidentyfikowanej miejscowości Piotrowo oraz do dwóch łanów w Łagwach, które powinny im przypaść po śmierci siostrzenicy Anny, córki Sędziwoja, a które zostały nabyte drogą zamiany za Skokowo i Stołowo. Według umowy Sędziwój sumę tę powinien dać swojej córce.
W 1472 wojewoda kaliski Stanisław Ostroróg, dziedzic w Wojnowicach, Łagwach i Kluczewie koło Szamotuł sprzedał z zastrzeżeniem prawa wykupu na rzecz szpitala ubogich, który miał powstać pod miastem Ostroróg, 30 grzywien czynszu rocznego na Wojnowicach i Łagwach oraz 10 grzywien na Kluczewie za 700 grzywien szer. półgroszy.
W 1493-1498 właścicielem we wsi był syn Stanisława Jan Ostroróg. W 1493 toczył on spór sądowy z Dobką żoną Stefana Gnuszyńskiego a siostrą Wawrzyńca niegdyś Wojnowskiego dowodzi, że od 3 lat jest w posiadaniu piątej części dóbr Wojnowice, Łagwy oraz lasu Chamrocze. Dobka zwolniła Ostroroga od przeprowadzenia dowodu, wobec czego sąd ziemski nałożył na nią wieczyste milczenie co do jej wiana na piątej części wspomnianych dziedzin, a Ostrorogowi przyznał ich wieczyste posiadanie. W 1498 Jan Ostroróg zapisał córce Poliksenie, zrodzonej ze związku z drugą żoną Dorotą z Wrześni 3000 złotych na wsiach dziedzicznych Wojnowice, Łagwy oraz Szewce.
W latach 1502-1510 właścicielami we wsi byli  bracia niedzielni Wacław i Stanisław Ostrorogowie, którzy sprzedali z zastrzeżeniem prawa wykupu czynsze roczne na mieście Ostroróg wraz z przynależnościami, w tym m. in. na Łagwach. W 1510 w podziale dóbr między braćmi Wacław otrzymał m. in. Łagwy. W 1510 na wsi Łagwy należącej do panów z Ostroroga ciążyły 4 grzywny czynszu wieczystego na rzecz archidiakonów pszczewskich.
Obok polskiej szlachty historyczne dokumenty sądowe odnotowały również mieszkańców wsi z niższych stanów. W 1419 w procesie dotyczącym opłaty zwanej „meszne”, który wytoczył pleban z Buku Mikołaj Pruska przeciw kmieciom z Łagw, Wojnowic i Niegolewa, przesłuchano świadków oraz zapadł wyrok. W 1419 kmieć Janusz z Łagwy toczył proces z dziedzicem Januszem Woźnickim dowodząc, że przyprowadzał trzech kupców na dziedzinę pana Janusza do Woźnik i osadzał mu swoja rolę, którą sprzedał za 8 grzywien, a Janusz nikogo z kupców nie chciał przyjąć jako nowego kmiecia w miejsce Janusza. Wśród świadków w tej sprawie odnotowano miejscowych kmieci Mikołaja, Piotra i Pawła oraz karczmarza z Łagw Piotra. Natomiast Janusz Woźnicki w procesie tym dowodził, że nie zabrał kmieciowi Januszowi z Łagwy na jego dziedzinie i na drodze dwóch koni oraz żyta wartości 24 grzywien. W 1427 wieśniak z Łagw Jan Zwanowski był dłużny jedną grzywnę oraz jeden grosz Stanisławowi Borgo mieszczaninowi z Kościana, który przekazał swoją wierzytelność Świętosławowi klerykowi z Kościana. W 1526 odnotowany został pracownik Marcin z Łagwy, który był  służebnikiem Andrzeja plebana w Słupi. W 1498 wspomniany został Marcin zwany Kuropłoch syn Jana z Łagwy, starzec oraz kapłan, który w młodości był studentem w Krakowie.
W 1499 miejscowość odnotowano w wykazie zaległości podatkowych. W 1508 miał miejsce pobór od 15 półłanków, dwóch karczm po 6 groszy. W 1509 pobrano podatki od 16 półłanków oraz po 3 grosze od dwóch karczm. W 1510 miał miejsce pobór od 16 półłanków. W 1563 pobrano podatki od 7,5 łana oraz karczmy dorocznej. W 1577 pobór zapłaciła Zofia z Tęczyńskich Ostrorogowa żona kasztelana międzyrzeckiego Stanisława Ostroroga. W 1580 pobór również zapłaciła Zofia z Ostroroga od 16 półłanków, dwóch zagrodników, 4 komorników oraz 12 groszy od karczmy dorocznej położonej na 1/4 łana.
Wieś szlachecka położona była w 1580 roku w powiecie poznańskim województwa poznańskiego w Rzeczypospolitej Obojga Narodów. Wskutek II rozbioru Polski w 1793, miejscowość przeszła pod władanie Prus i jak cała Wielkopolska znalazła się w zaborze pruskim. 
W okresie Wielkiego Księstwa Poznańskiego (1815-1848) Łagwy należały do wsi większych w ówczesnym powiecie bukowskim, który dzielił się na cztery okręgi (bukowski, grodziski, lutomyślski oraz lwowkowski). Łagwy należały do okręgu bukowskiego i stanowiły część majątku Wojnowice, którego właścicielem był wówczas Edmund Raczyński. Według spisu urzędowego z 1837 roku wieś liczyła 314 mieszkańców i 36 dymów (domostw).
Pod koniec XIX wieku Łagwy nadal leżały w powiecie bukowskim i liczyły 36 domów, 314 mieszkańców, z czego 310 było katolikami. Prócz wsi istniał folwark o tej samej nazwie. W latach 1975–1998 miejscowość administracyjnie należała do województwa poznańskiego.

## Urodzeni w miejscowości
W 1903 roku urodził się tutaj Leon Stasiewski, polski harcerz, gimnazjalista, poległy w wojnie polsko-bolszewickiej.